# Elfeledettek
Az Elfeledettek, második szinkronban Az elveszett bárány (eredeti cím: The Forgotten) a Batman: A rajzfilmsorozat első évadjának huszonharmadik része. Amerikában 1992. október 8-án mutatták be.

## Cselekmény
Batman megtudja, hogy Gotham City egyik rossz hírű negyedében sorra tűnnek el hajléktalanok és lezüllött munkások, de a rendőrség tehetetlen. Ezért Bruce elhatározza, hogy utánajár a dolgoknak. Hajléktalanruhában próbál információkat szerezni, amikor őt is leütik. Később a város közelében lévő kopár vidéken ébred, egy munkatáborban. A hájas Biggis főnök dolgoztatja a hajléktalanokat, mivel a terület bányáiban sok arany van. Közben Alfred megpróbálja megtalálni Batmant, hiszen nem volt beavatva a tervbe. Bruce a fejére mért ütés miatt elvesztette emlékezetét, így nem tudja, ki is ő valójában. Aztán minden jóra fordul, s Batman pár rab segítségével le tudja győzni Biggist és bandáját. Közben Alfred is a helyszínre érkezik.

## Szereplők
| Szereplő             | Eredeti hang         | Magyar hang        | Magyar hang        |
| Szereplő             | Eredeti hang         | 1. magyar változat | 2. magyar változat |
| -------------------- | -------------------- | ------------------ | ------------------ |
| Bruce Wayne / Batman | Kevin Conroy         | Rosta Sándor       | Sótonyi Gábor      |
| Alfred Pennyworth    | Efrem Zimbalist Jr.  | ?                  | Makay Sándor       |
| Salvo Smith          | Lorin Dreyfuss       | ?                  | ?                  |
| Dan Riley            | Dorian Harewood      | ?                  | ?                  |
| Boss Biggis          | George Murdock       | ?                  | Uri István         |
| Ivan                 | Ian Patrick Williams | ?                  | Bolla Róbert       |
| Komputer             | Richard Moll         | ?                  | ?                  |
| Őr                   | Jay Thomas           | ?                  | ?                  |